# Bab Taza
Bab Taza (en árabe: باب تازة‎, en lenguas bereberes: ⴱⴰⴱ ⵜⴰⵣⴰ, en francés: Bab Taza) es un municipio marroquí en la región de Tánger-Tetuán-Alhucemas. Desde 1912 hasta 1956 perteneció a la zona norte del Protectorado español de Marruecos.